# Фридрих фон дер Остен
Фридрих фон дер Остен (на немски: Friedrich von der Osten; * 1529; † 3 февруари 1609 в Щетин) е благородник от род фон дер Остен, херцогски съветник в Херцогство Померания, сеньор на съсловията, господар в дворец и замък във Визбу (Визцобор) и Гайглиц (Иглице) в Полша.
Той е син на Йоахим фон дер Остен (пр. 1529 – 1567, Плате), съветник в херцогство Померания, господар в Плате, Визбу и Гайглиц, и съпругата му Анна фон Масов-Вобланзе, дъщеря на Томас фон Масов († сл. 1526) и Аделхайд фон Клайст. Внук е на рицар Евалд фон дер Остен от Плате (1445 – 1533), съветник и фогт в Княжество Померания, и съпругата му фрайин София фон Малтцан-Пенцлин (* ок. 1460), дъщеря на Йоахим I (Ахим) фон Малтцан († 1473) и Маргарета фон Фос (* ок. 1430).
Брат е на херцогския померански съветник Давид фон дер Остен (1526 – 1607), господар в част от Плате, женен за Доротея фон Рамел († пр. 1587), и на Доротея (София) фон дер Остен († сл. 1584), омъжена за Каспар фон Карниц († сл. 1583), хауптман в Трептов.

## Фамилия
Фридрих фон дер Остен се жени за Катарина фон Флеминг, дъщеря на Ото фон Флеминг († 1582), господар в Мартентин, княжески померански съветник, фогт в Грайфенберг, хауптнан във Волин, и Еса фон Флеминг. Те имат пет сина:
- Парис Валентин фон дер Остен, господар в част от дворец и замък Волденбург, убит в Мекленбург, женен за Ева (Илза) фон Кюсов
- Давид фон дер Остен, кралски датски дворцов юнкер, застрелян в дуел
- Йоахим Фридриц фон дер Остен (1563 – 1585, Росток), на датска военна служба
- Ото Фридрих фон дер Остен († 1653, Визбу), женен 1621 г. във Визбу за Барбара фон Хайдебрек (* 26 март 1589; † 1653, Визбу); имат два сина
- Диниз фон дер Остен (1571 – 1624), женен за Доротея фон Борке; имат два сина